# Шварценберг (Люцерн)
Шварценберг (нем. Schwarzenberg LU) — коммуна в Швейцарии, в кантоне Люцерн.
Входит в состав округа Люцерн. Население составляет 1580 человек (на 31 декабря 2006 года). Официальный код — 1066.

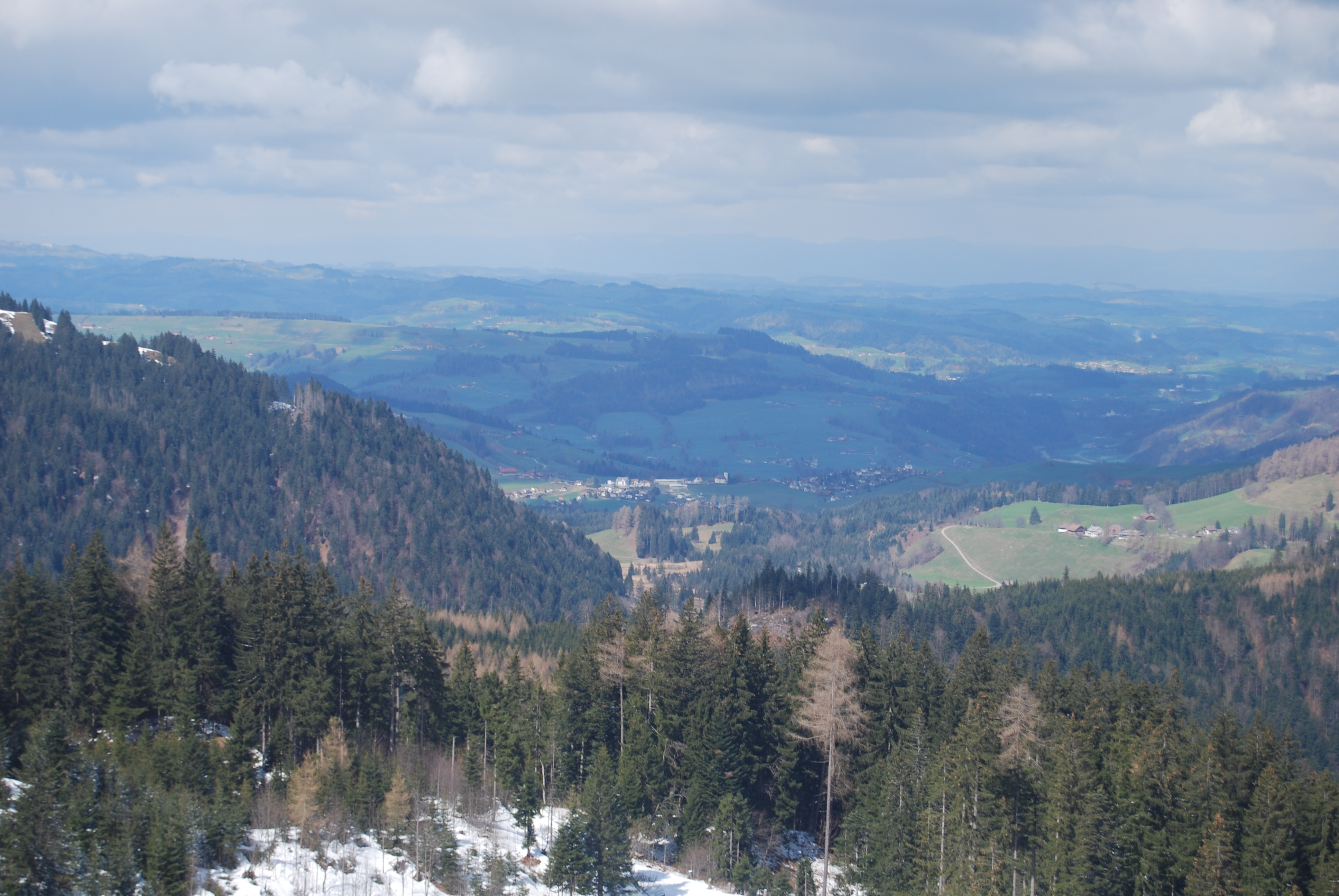
Шварценберг